# 右田アサ
右田 アサ（みぎた アサ、1871年12月4日〈明治4年10月22日〉 - 1898年〈明治31年〉8月5日）は、日本の医師、日本で最初の女性眼科医。別名は右田朝子。30歳に満たない年齢で早世したため、医師としての活動期間は短いが、平成期に記念碑が発見され、その存在が明らかとなって以降、「日本初の女性眼科医」として顕彰の気運が高まっている。

## 経歴

### 少女期
浜田県美濃郡益田村（後の島根県益田市）の寺井家で誕生した。7歳のとき、益田村の名家である右田家の養女となった。当時より、一度決断したことをやり抜く意志の持ち主であった。且つ聡明で、小学校では上等組の男子よりも良い成績を収めた。卒業後も私塾に通い、男子に混ざって勉学に励んだ。

### 医学の道へ
16歳のとき、医師になることと心に決めた。医術開業試験に合格するまでには学費を要したが、名家だった右田家は没落しており、費用の捻出が困難であった。親戚に援助を求めたが、「嫁入りして家庭を守るのが女の幸せ」と難色を示された。しかし、右田家の長であるアサの義祖父は先駆的な人物であり、「優れた女性が活躍することは道理に合わないとはいえない」の一言で、アサを支援した。
1887年（明治20年）に上京。1889年（明治22年）、当時としては例外的に女子を受け入れていた医学校である済生学舎に入学した。同時期に学んでいた医学志望の女子には、吉岡彌生がいた。同1889年、医術開業前期試験に合格したが、1892年（明治25年）5月の後期試験では落第した。アサは同年12月の後期試験に望みをつないだが、親交のあった同郷の学友が病気に倒れ、看病のために、同年の受験を断念した。
さらに受験制度が変更され、開業試験の受験には臨床実習の試験合格証が必要となった。2回の受験失敗に加えて友人の看病により、右田家からの援助による資金も尽きていた。済生学舎の月謝が払えず、休学を強いられ、下宿で勉強に明け暮れた。食費を惜しみ、水だけで生活することもあった。親戚中に無心した末に、どうにか資金を調達して復学し、1893年（明治26年）3月に臨床実習合格証書を手に入れ、後期試験にも合格した。

### 医師生活 - 厳しい現実
医術開業試験に合格を果たしたアサは、外科医の田代義徳らの経営する田代病院に勤務した。しかし、女性であるアサを医師として認める者はおらず、任された仕事は、患者の搬送や包帯の交換など、看護師同然のものに過ぎなかった。
アサは借金の返済のために同院で働いたものの、仕事のやりがいのなさに疲弊し、1894年（明治27年）7月に田代病院を退職した。当時は、医術開業試験の合格後にすぐに開業する医師も多かったが、アサは「実地で研修を積まなければ医師ではない」と考え、開業の意志はなかった。

### 眼科医となる

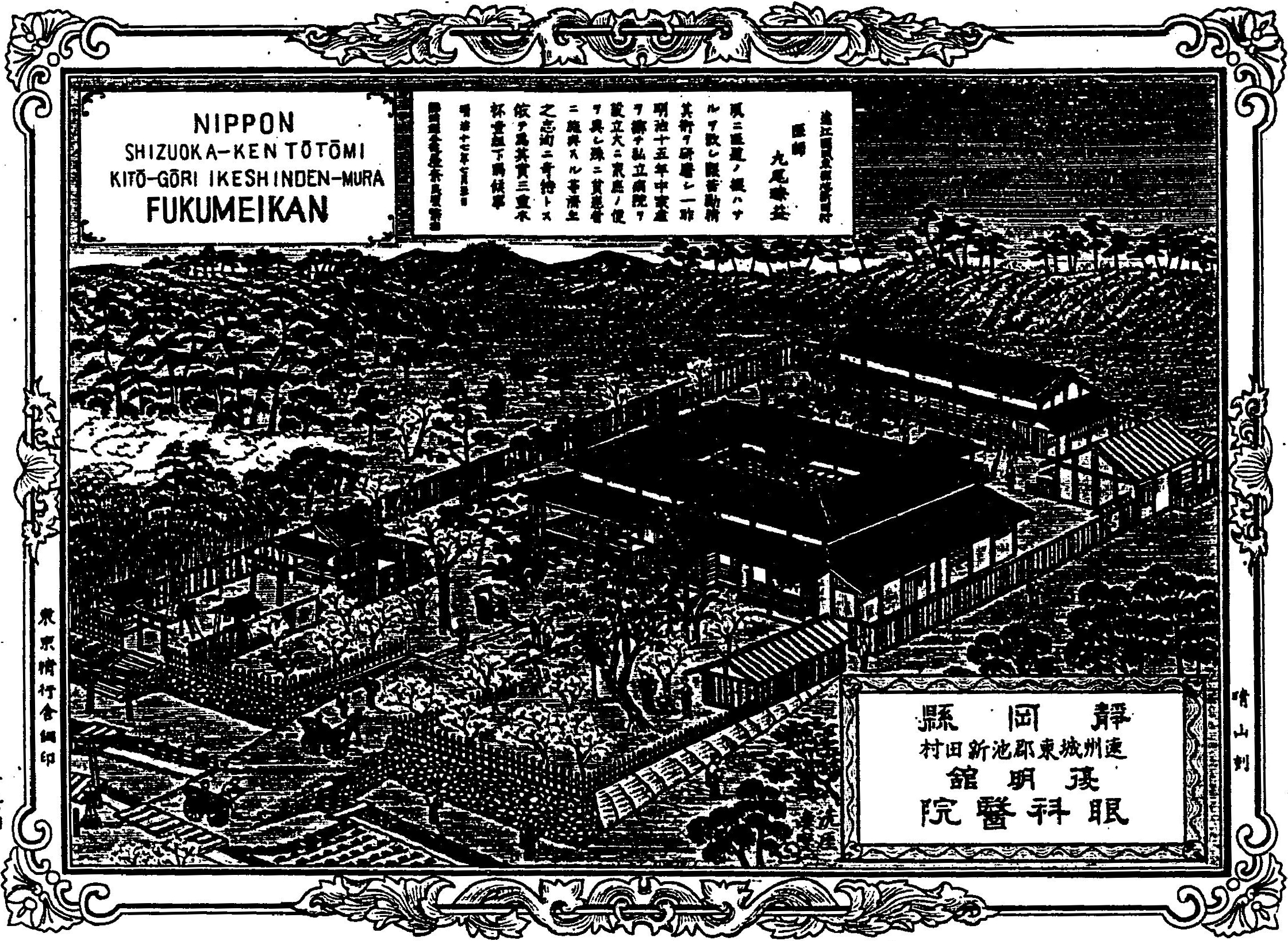
『日本博覧圖――靜岡縣』に掲載された復明館眼科医院の全景

翌1895年（明治28年）、偶然から、当時の著名な眼科学者である井上達也が院長を勤める、お茶の水眼科病院（後の井上眼科病院）を目にした。アサは誘われるように、同院での勤務を望んだ。井上達也は驚きつつも、アサの申し出を了承した。こうしてアサは、23歳にして日本初の眼科女医となった。眼科病院での月給は車夫ほどの安さであったが、アサは医師として認められることに満足感を得た。
周囲の男性医師たちからは疎まれたものの、アサは努力の末に、男性医師に勝るほどの眼科医療技術を身につけた。ある日の手術で、医師の1人が欠勤し、手術準備係であったアサが、代理で手術助手を命じられた。このことで、アサを女医として蔑んでいた男性医師たちは、否応なくアサの実力を認めるに至った。
翌1896年（明治29年）、静岡県小笠郡池新田村の丸尾興堂に乞われて、丸尾が院長を勤める眼科医院の復明館に出向した。丸尾は頻繁に東京に出て医師を物色しており、白羽の矢を立てた相手がアサであった。アサは復明館での経験により、さらに実力を磨いた。丸尾から信頼され、復明館を任せられることも多かった。依然「女の先生だ」と驚かれることもあったが、毎日診療を行ったため、患者たちからも歓迎された。

### 留学の夢 - 急逝
1897年（明治30年）12月、井上の没後に跡を継いでいた養子の井上達七郎が、ドイツ留学から帰国し、お茶の水眼科病院の院長に就任した。アサは眼科学の最前線で働くため、達七郎のようにドイツへ留学したいという新たな夢を抱き、お茶の水眼科病院に復職した。達七郎はアサの実力に加えて、父から生前に「アサを養子にしてでも留学させてやりたい」と聞かされたこともあり、アサのドイツ行きを快諾した。
同時期に、かつて井上達也が創始した「井上眼科研究会」の再開の声が高まり、達七郎は学術団体「お茶の水眼科同窓会」を発足させ、アサもこれに参加した。アサはこの会での発表会に向け、独自に研究を開始、診療の合間を縫ってデータ収集に奔走した。アサは誰もが認める眼科医に成長し、女性だからといってアサを蔑む者もいなくなっていた。
ドイツ留学への夢が実現する直前、アサは肺結核に侵された。1898年（明治31年）に東京で、26歳で死去した。結核は当時は不治の病気とされ、アサは「自分の眼球を摘出して、医学の研究資料にしてほしい」との遺言を遺した。これは日本で最初の眼球献体とされる。墓碑は郷里である島根県益田市七尾町の暁音寺にある。

## 没後
死去の翌年の1899年（明治32年）、アサの知人たちの尽力により、アサの医学への熱心さ、心がけの見事さを後年に伝える目的で、東京府北豊島郡（後の東京都北区）の大龍寺の井上達也の墓のそばに、記念碑「女醫右田朝子之碑」が建立された。没後から1年を経ずに建てられたもので、建碑の募金は余剰が出るほど集まった。碑文は軍医総監の石黒忠悳が担当した。
それからちょうど1世紀を経て、1999年（平成11年）にこの碑が発見された。アサのことは地元ですらあまり知られていなかったが、この碑の発見を機に、顕彰の気運が高まった。2001年（平成12年）には東京で「女性と仕事の未来館」での展示「社会とともに歩む女医」で取り上げられ、翌2002年（平成13年）には郷里の益田市の益田市立図書館で「日本眼科女医第一号・右田アサ」展が開催され、多くの貴重な遺品が来場者たちの目をひいた。益田市の展示では、アサの日記が遺されていることが判明していることから、益田市および島根県では、市や県の歴史に名を残すべき人物として、今後も研究が待たれている。
2012年（平成14年）には、眼科医の若倉雅登の著による小説『高津川 日本初の女性眼科医 右田アサ』が発行された。アサの日記と益田市や津和野町での取材内容に基づくものだが、伝記にまとめるには資料不足であったため、架空の人物を登場させるなどして、フィクション作品として仕上げられている。

## 人物
済生学舎時代は、先述の同郷の友人に加えて、後年に日本女医会の創設者となる前田園子（当時の名は本吉ソノ）とも親交があり、アサは2人を日記に「心の友」と綴っていた。園子がキリスト教徒であったため、アサたち3人はよく神田のニコライ堂（東京復活大聖堂教会）に通っていた。お茶の水眼科病院へ勤務したことも、田代病院の退職後に、散歩がてら、ニコライ堂へ足を運び、ニコライ堂のそばにお茶の水眼科病院があったことが縁となっていた。大龍寺の記念碑「女醫右田朝子之碑」裏に彫られた発起人の中には、前田園子の名も刻まれている。